# Ira Sprague Bowen
Ira Sprague Bowen (Seneca Falls (Nueva York), 21 de diciembre de 1898 - 6 de febrero de 1973) fue un astrónomo estadounidense. Especializado en espectrometría galáctica, refutó la teoría del nebulium.

## Semblanza
En 1919 se graduó en el Oberlin College, Chicago, y en 1926 consiguió el doctorado en el Instituto Tecnológico de California (Caltech), Pasadena. Entre 1921 y 1945 enseñó física en el Caltech, siendo profesor desde 1931. En 1946 fue director del Observatorio Monte Wilson, y en 1948 director del por entonces recién construido Observatorio Palomar, cargo que ocuparía hasta 1964.
En 1928 investigó sobre el problema de las extrañas líneas en el espectro de las nebulosas planetarias y en la nebulosa de Orión, observadas por primera vez por William Huggins en la década de 1860. La nebulosa de Orión emite, entre otros colores característicos, uno verdoso, cuyo espectro no se correspondía con ninguno conocido. El espectro mostraba que las líneas espectrales debían de ser emitidas por algún elemento de poca masa atómica, por lo que se había inventado un elemento llamado "nebulio" que, en teoría, sería el causante de aquellas líneas espectrales. El problema de esto es que estas líneas eran imposibles de reproducir en los laboratorios. 
Sin embargo, Bowen no creía en la teoría del nebulio, y más tarde demostró que el espectro verdoso se originaba debido a la radiación que emitían los átomos ionizados de oxígeno y nitrógeno al pasar hacia niveles de menor energía. En concreto, Bowen demostró que las longitudes de onda atribuidas al supuesto nebulio podían ser emitidas por átomos de oxígeno doble y triplemente ionizados, así como por átomos de nitrógeno doblemente ionizados, aunque esto solo puede ocurrir en la nebulosa bajo extrañas condiciones, en regiones donde la colisión entre átomos sea poco frecuente.

## Reconocimientos
- Medalla Bruce en 1957.[1]
- El cráter lunar Bowen lleva este nombre en su honor.[3]
- El asteroide (3363) Bowen también conmemora su nombre.[4]